# Harmogia densifolia
Harmogia densifolia  là một loài thực vật có hoa trong Họ Đào kim nương. Loài này được (Sm.) Schauer mô tả khoa học đầu tiên năm 1843.